# Karekin II
Karekin II (Armeens: Գարեգին Բ) (Voskehat, 21 augustus 1951) is een Armeens geestelijke van de Armeens-Apostolische Kerk en sinds 1999 Opperpatriarch en Katholikos van alle Armeniërs.
Geboren als Ktritsch Nersissian (Armeens: Կտրիճ Ներսիսյան) trad hij in 1965 toe tot het seminarie van Etsjmiadzin. In 1970 werd hij gewijd tot diaken. Toen hij in 1972 tot priester werd gewijd nam hij de naam Karekin aan. Vanaf 1975 studeerde hij aan de Universiteit van Bonn. Hij was toen kerkleider van een Armeense gemeente in Keulen. In 1979 sloot hij zijn vervolgstudie aan de Russisch-Orthodoxe Geestelijke Academie van Zagorsk bij Moskou af. Vanaf 1980 was hij werkzaam in het bisdom Ararat en op 23 oktober 1983 werd hij door Katholikos Vasken I tot bisschop gewijd en aangesteld als patriarchaal vicaris van het bisdom. In 1992 werd hij benoemd tot aartsbisschop.
Op 27 oktober 1999 werd hij gekozen als opvolger van de overleden Katholikos Karekin I. Hiertoe waren 455 afgevaardigden uit Armenië en de Armeense diaspora bijeengekomen. De openlijk door de Armeense overheid gesteunde Karekin II kreeg 265 stemmen. Zijn wijding en intronisatie als Katholikos vond plaats op 4 november 1999.

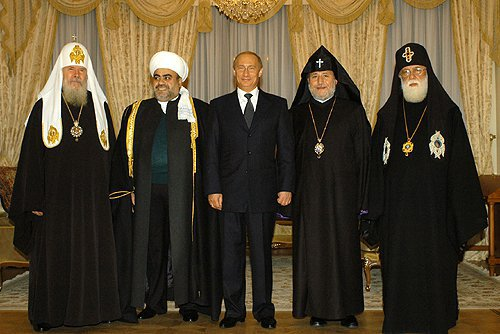
v.l.n.r. Aleksi II van Moskou, grootmoefti van de Kaukasus Allahşükür Paşazadə, Vladimir Poetin, Karekin II en Ilia II van Georgië (2003)
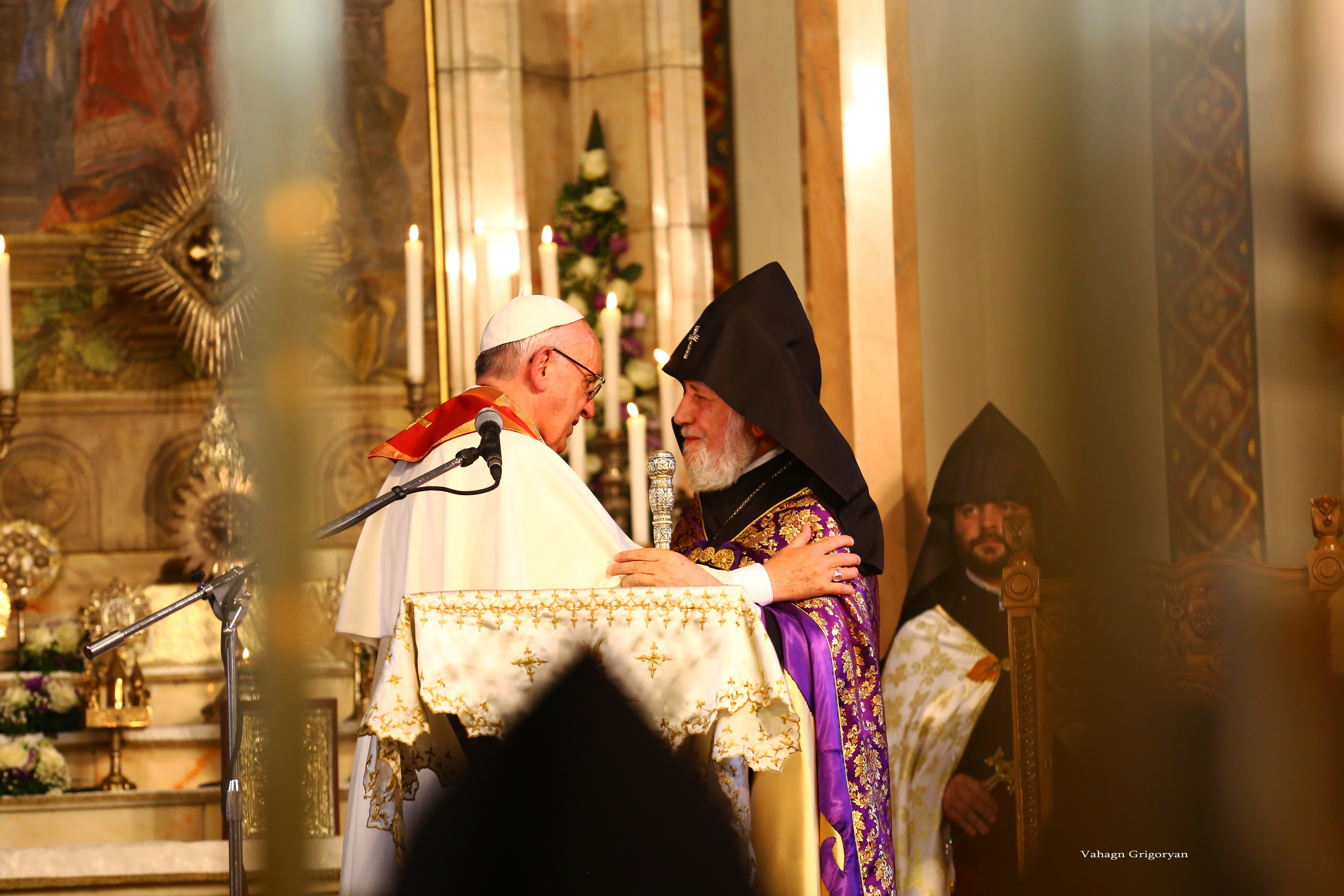
Karekin II met paus Franciscus in 2016